# Chakib Benzoukane
Chakib Benzoukane (* 7. August 1986 in Marrakesch) ist ein marokkanischer Fußballspieler, der seit Mitte 2016 für JS Kasba Tadla spielt. Seine Position ist die Verteidigung.

## Karriere
Benzoukane begann seine Karriere bei Kawkab Marrakesch. Dort spielte er zwischen 2005 und 2007 im Profikader. 2007 wechselte er nach Bulgarien zu Lewski Sofia, seit seinem Wechsel nach Bulgarien konnten der Marokkaner und der Verein 2008/09 den Meistertitel gewinnen. Im Sommer 2011 kehrte er nach Marokko zurück, wo er sich Maghreb Fez anschloss. Anfang 2012 wechselte er zu Apollon Limassol nach Zypern, kam dort jedoch nicht zum Einsatz. Er löste seinen Vertrag nach wenigen Monaten auf und heuerte Mitte 2012 beim Hatta Club aus Dubai an. Er spielte dort zwei Jahren, in denen er zehnmal eingesetzt wurde.
Im Sommer 2014 ging er zu Olympique Khouribga. Dort saß er meist auf der Ersatzbank und bestritt nur ein Spiel. Seit Sommer 2016 stand er für vier Jahre bei JS Kasba Tadla unter Vertrag, bevor er zu seinem Heimatverein zurückkehrte.

## Erfolge
- Bulgarien bulgarischer Meister 2009

## Nationalmannschaft
Benzoukane nahm an der Junioren-Fußballweltmeisterschaft 2005 mit Marokkos U20-Nationalmannschaft teil. Für die A-Nationalmannschaft gab er sein Debüt am 10. Oktober 2009 in der WM-Quali gegen Gabun. Er spielte durch und erhielt eine gelbe Karte. Insgesamt kam er bis November 2017 auf vier Länderspiele.